# 30ª Brigata artiglieria
La 30ª Brigata artiglieria (in russo 30-я артиллерийская бригада?, 30-ja artillerijskaja brigada, unità militare 62048) è un'unità di artiglieria delle Forze terrestri russe, subordinata alla 36ª Armata combinata delle guardie del Distretto militare orientale e con base a Ulan-Udė.

## Storia
La brigata è stata costituita all'inizio di dicembre 2015 come parte della 36ª Armata combinata di stanza in Buriazia. Nell'ottobre 2020 ha ricevuto la bandiera di guerra.
A partire dal febbraio 2022 la brigata è stata impiegata nell'invasione russa dell'Ucraina, prendendo parte all'offensiva su Kiev. In seguito al fallimento dell'operazione e alla ritirata delle forze russe dall'Ucraina settentrionale l'unità è stata trasferita sul fronte meridionale, dove a partire dal febbraio 2023 ha supportato gli assalti in direzione di Vuhledar. Durante l'estate del 2023 è stata coinvolta dalla controffensiva ucraina nella regione di Zaporižžja, partecipando alla difesa di Urožajne a sostegno della 37ª Brigata fucilieri motorizzata.